# Watermolen van Sinnich
De Watermolen van Sinnich is een voormalige watermolen te Sinnich bij Teuven in de Belgische gemeente Voeren in de provincie Limburg.
De watermolen was gelegen op de Gulp en had voor de aandrijving een bovenslagrad. Stroomafwaarts lag de Molen van Teuven bij Teuven. Stroomopwaarts lag de Molen van Obsinnich.
Zo'n 100 meter ten noordwesten van de watermolen ligt het kasteel, oorspronkelijk de abdij van Sinnich. De watermolen ligt direct aan de Kasteelstraat.

## Geschiedenis
In 1147 wordt er voor het eerst melding gemaakt van een watermolen op deze plek.
Op de Ferrariskaart van (1771-1777) is de molen aangeduid.
Tot 1792 is de molen eigendom van de abdij van Sinnich.
Rond 1800 is de molen verkocht. In deze periode was de watermolen in gebruik als graanmolen.
Sinds 1944 is de watermolen buiten gebruik.
Anno 2016 is het rad verdwenen en is alleen de as nog zichtbaar in de muur. Het gebouw is in gebruik als woonhuis.

- Inventaris van het Bouwkundig Erfgoed (Vlaanderen): 37961